# Renai Circulation
"Renai Circulation" (Nhật: 恋愛サーキュレーション Hepburn: Ren'ai Sākyurēshon, n.đ. "Vòng tuần hoàn Tình yêu") là một bài hát từ bộ anime Nhật Bản năm 2009 Bakemonogatari (chuyển thể hoạt hình từ tập light novel đầu tiên trong series Monogatari của Nisio Isin) và thể hiện bởi Hanazawa Kana, người lồng tiếng cho Sengoku Nadeko. Sáng tác bởi Satoru Kōsaki với lời bài hát được viết bởi Meg Rock, "Renai Circulation" vừa là ca khúc nhân vật của Nadeko vừa là ca khúc chủ đề mở đầu trong tập 10 của Bakemonogatari được công chiếu lần đầu vào ngày 11 tháng 9 năm 2009, đại diện cho phần truyện "Nadeko Snake".
"Renai Circulation" được phát hành trên các dịch vụ kỹ thuật số và dưới dạng CD tặng kèm phiên bản giới hạn cùng với tập 4 trong số các đĩa DVD và Blu-ray phát hành tại gia của Bakemonogatari vào ngày 27 tháng 1 năm 2010. Phiên bản vật lý của đĩa bài hát sau đó được phát hành rộng rãi hơn và nằm chung trong album soundtrack của series, Bakemonogatari Ongaku Zenshū Songs & Soundtracks vào ngày 21 tháng 12 năm 2011.
"Renai Circulation" nhận được nhiều lời khen ngợi nhờ giai điệu "dễ thương" cùng như giọng hát của Hanazawa. Sau khi "Renai Circulation" được phát hành lần đầu, vào năm 2010, bài hát truyền cảm hứng cho xu hướng nhảy cover và mash-up trên Niconico. Vào cuối thập niên 2010, sự phổ biến của bài hát một lần nữa trỗi dậy, sức ảnh hưởng lần này là trên toàn cầu thông qua ứng dụng TikTok.

## Bối cảnh và phát hành

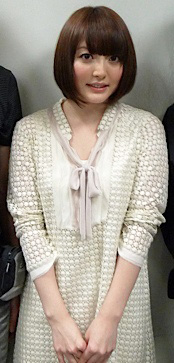
Hanazawa Kana (ảnh chụp năm 2010), diễn viên lồng tiếng của Sengoku Nadeko, người thể hiện "Renai Circulation".

"Renai Circulation" là một bài hát từ bộ anime năm 2009 Bakemonogatari (chuyển thể hoạt hình từ tập light novel đầu tiên của series Monogatari do Nisio Isin sáng tác) và được sử dụng làm ca khúc nhân vật cho nhân vật Sengoku Nadeko. Bài hát lần đầu xuất hiện dưới hình thức được sử dụng làm ca khúc chủ đề mở đầu cho tập 10, "Nadeko Snake, Part 2", được phát sóng lần đầu vào ngày 11 tháng 9 năm 2009 trên Tokyo MX, phần tiếp theo của "Nadeko Snake", một phần truyện với Nadeko là nhân vật chính. Được soạn nhạc bởi Kōsaki Satoru, viết lời bởi Meg Rock được thể hiện bởi diễn viên lồng tiếng của Nadeko, Hanazawa Kana. Kōsaki cảm thấy sẽ rất thú vị nếu để Hanazawa rap một cách nhẹ nhàng, một phong cách được truyền cảm hứng từ nhạc Shibuya-kei và nghệ sĩ hip-hop Nhật Bản Kaseki Cider.
Tương tự như bài hát "Melody" của Hanazawa, "Renai Circulation" tập trung vào câu truyện với yếu tố rap trên nền "giai điệu funky". J-Cast miêu tả bài hát là một "giai điệu pop nhẹ nhàng" sử dụng giọng hát của Hanazawa. Anime News Network miêu tả bài hát là một "bản tình ca ánh mắt lấp lánh" thể hiện "xung đột và tính cách" của Nadeko. Đoạn điệp khúc mở đầu bằng từ tượng thanh tiếng Nhật fuwa-fuwari (ふわふわり), có nghĩa là "mịn màng" và được sử dụng để mô tả "những thứ dễ thương, lạc quan và không vững chắc". Bài hát cũng có câu chơi chữ về cái tên Nadeko và khái niệm yamato nadeshiko trong câu hát "Mình sẽ thử điều đó mà không có "shi'" — À không, mình sẽ thử kể cả điều đó trả giá bằng cả mạng sống của mình!" (「し」抜きで いや 死ぬ気で！ "shi" nuki de, iya, shinuki de!)
"Renai Circulation" được phát hành giới hạn dưới dạng đĩa CD tặng kèm trong tập 4 trong số các bản phát hành tại gia giới hạn dưới dạng đĩa DVD và Blu-ray của Bakemonogatari. Bản phát hành tại gia ban đầu dự kiến phát hành vào ngày 29 tháng 12 năm 2009 nhưng sau đó được dời lại và phát hành vào ngày 27 tháng 1 năm 2010. "Renai Circulation" cũng được phát hành trên các dịch vụ trực tuyến cùng ngày Vào ngày 21 tháng 12 năm 2011, "Renai Circulation" được phát hành vật lý rộng rãi hơn trong album soundtrack Bakemonogatari Ongaku Zenshū Songs & Soundtracks.

## Đón nhận
Famitsu nhận định rằng "Renai Cirulation" "hoàn toàn" phù hợp với hình ảnh dễ thương của Sengoku Nadeko. Họ cũng miêu tả Hanazawa có một giọng hát "trong trẻo" và "dễ thương" mà họ nhận thấy "sự quyến rũ" trong đó. Anime News Network miêu tả bài hát "dễ thương tới mức không thể khoát khỏi nó" và điều đó làm cho Nadeko "dễ thương và trống rỗng một cách đáng king ngạc", khiến cô trở thành kiểu nhân vật moe rập khuôn. Vào năm 2019, "Renai Circulation" chiến thắng Giải thưởng Ca khúc Nhân vật tại Heisei Anisong Grand Prix cho thập niên từ năm 2000 đến năm 2009.

## Biểu diễn trực tiếp
Vào năm 2015, Hanazawa biểu diễn "Renai Circulation" dưới dạng bài hát encore trong chuyến lưu diễn hòa nhạc "Live 2015 Blue Avenue". Sau khi "Renai Circulation" trở nên phổ biến trên TikTok ở Trung Quốc, Hanazawa được mời tới biểu diễn với tư cách là khách mời đặc biệt tại BTV Universal New Year's Eve Snow 2019 và Ice Song Festival ở Bắc Kinh, Trung Quốc. Cô sau đó biểu diễn ca khúc lần nữa vào năm 2019 trong buổi hòa nhạc tại Thượng Hải.
Vào năm 2022, Hanazawa biểu diễn "Renai Circulation" tại chuyến lưu diễn hòa nhạc "Live 2022 Blossom" của cô. Cô cũng biểu diễn bài hát tại Animelo Summer Live 2022. Vào năm 2023, cô biểu diễn bài hát tại Tencent Music Entertainment Awards như một phần liên khúc các bài hát anime khác của cô.

## Ảnh hưởng văn hóa
Sau khi được phát hành lần đầu, vào năm 2010, "Renai Circulation" trở nên nổi tiếng trong cộng đồng hâm mộ anime, truyền cảm hứng cho nhảy cover với các vũ điệu nguyên bản và các bản mash-up bài hát trên Niconico. Sengoku Nadeko giành vị trí đầu bảng trong cuộc bình chọn nhân vật trong Bakemonogatari được thực hiện bởi nhà bán lẻ hàng hóa anime Toranoana, một số người chú thích lý do họ bầu chọn là vì "Renai Circulation". Vào năm 2022, Hanazawa nói rằng sự thành công của "Renai Circulation" đã giúp cô nhận được nhiều lời mời thực hiện ca khúc nhân vật hơn cũng như sự nghiệp ca hát của mình. Cô cũng nói rằng bài hát đã giúp cô "biết nhiều hơn về giọng [của mình]".
Vào năm 2018, "Renai Circulation" trở nên nổi tiếng trên TikTok ở Trung Quốc. Vào ngày 18 tháng 12 năm 2019, công ty điện tử Trung Quốc Xiaomi đăng một phiên bản nhại lại của video bài hát trên Bilibili về báo cáo tài chính quý 3 của họ bằng cách sử dụng các đoạn thoại đã được xử lý từ CEO của công ty, Lôi Quân. Vào năm 2021, "Renai Circulation" được phổ biến rộng rãi bên ngoài châu Á thông qua TikTok cũng như thông qua bản cover tiếng Anh năm 2012 bởi ca sĩ người Mỹ Lizz Robinett. Bản cover của Robinett truyền cảm hứng cho nhảy cover trên ứng dụng và trở thành meme Internet. Phiên bản bài hát của cô cũng nhận được sự yêu thích của những người dùng Nhật Bản chưa từng biết đến bài hát. "Renai Circulation" được miêu tả bởi Natalie là một ví dụ của bài hát J-pop thu hút được thị hiếu khán giả toàn cầu.
Bài hát "Tokyo Mauve" của Polkadot Stingray được truyền cảm hứng bởi Hanazawa với phần soạn nhạc tương đồng với "Renai Circulation". Vào năm 2022, "Renai Circulation" được sử dụng làm ca khúc chủ đề kết thúc trong chương trình nuôi dạy trẻ em Sukusuku Ko Sodate trên NHK Educational TV.

### Phiên bản cover
Vào năm 2010, ca sĩ Nhật Bản Kotone Mai thu âm phiên bản cover cho Anime Dance Best Gig, một album tổng hợp gồm các bản cover của bài hát anime nổi tiếng. Kotone cũng biểu diễn ca khúc trong buổi hòa nhạc kỷ niệm sinh nhật lần thứ 24 của mình vào năm 2014. Vào năm 2012, ca sĩ người Mỹ Lizz Robinett thu bản cover tiếng Anh, sau đó được lan truyền rộng rãi bên ngoài châu Á thông qua TikTok. Bản cover của Robinett đứng đấu bảng xếp hạng Top 20 TikTok Billboard Japan Hàng tuần tại tuần ngày 22 tháng 3 năm 2021. Vào năm 2013, ca sĩ Nhật Bản Yanagi Nagi thu một bản cover làm ấn phẩm bổ sung cho album đầu tiên của mình Euaru. Vào năm 2020, một bản cover tiếng Trung được thu âm và biểu diễn trên chương trình tuyển chọn thực tế Thanh xuân có bạn. Vào năm 2022, một bản cover được thể hiện bởi Shiragiku Hotaru (lồng tiếng bởi Amano Satomi) trở thành bài hát có sẵn có thể chơi được trong trò chơi điện tử The Idolmaster Cinderella Girls: Starlight Stage. The Resonanz Children's Choir biểu diễn trực tiếp bài hát với Jakarta Concert Orchestra trong buổi hòa nhạc Anime Symphony diễn ra tại Indonesia.